# Жак Рів'єр
Жак Рів'єр (фр. Jacques Rivière; 15 липня 1886, Бордо - 14 лютого 1925, Париж) — французький письменник. Він редагував журнал La Nouvelle Revue Française (NRF) з 1919 року до своєї смерті. Він відіграв важливу роль у визнанні Марселя Пруста як видатного письменника широкою громадськістю. Його другом і шурином був Ален Фурньє (Анрі Альбан-Фурньє), з яким він обмінювався рясним листуванням.

## Біографія
Жак Рів'єр походив із сім'ї лікарів і після закінчення бакалаврату в Бордо (1903 р.) відвідував підготовчі класи до Вищої нормальної школи в ліцеї Лаканаль у Со поблизу Парижа. Тут він потоваришував із однокласником, який також захоплювався літературою, майбутнім письменникомАленом-Фурньє, з яким підтримував постійне, часто щоденне листування.
Рів'єр, як і Ален-Фурньє, не зміг поступити до Вищої нормальної школи, тож 1905 року він повернувся до Бордо. Після короткого курсу навчання (йому зарахували два роки в Лаканалі) він склав університетський іспит «license ès lettres», з яким можна було стати вчителем середньої школи. Після навчання проходив військову службу.
1907 року повернувся до Парижа, щоб підготуватися до агрегації і водночас працювати над дисертацією. Він уже працював вчителем середньої школи, тож у 1908 році зміг одружитися з сестрою Алена-Фурньє. Він також налагодив контакти в паризьких літературних колах та писав для журналу L'Occident . На певному етапі він відмовився від кар'єрних планів у школі чи університеті.
1912 року Рів'єр став редакторським секретарем молодого журналу La Nouvelle Revue Française (NRF), для якого сам писав численні літературні рецензії. 1913 року прийняв католицтво.
Коли 1 серпня 1914 року почалася Перша світова війна, його призвали на службу. Але вже 24 серпня він потрапляє у німецький полон. Невдала спроба втечі привела його на деякий час до штрафного табору. Під кінець війни він захворів, звільнений і виїхав до нейтральної Швейцарії, де спочатку перебував у таборі для інтернованих.
Після більш ніж чотирьох років відсутності він повернувся до Парижа й 1919 року відновив роботу NRF, де знову став секретарем і залишався ним до своєї смерті в 1925 році. Він помер від тифу, коли йому було всього 39 років. Його наступником протягом багатьох років був Жан Полан, якого Рів'єр сам найняв секретарем.
Рів'єр не зробив кар'єри як самостійний автор. Він написав лише один короткий роман «Еме» («Aimée»). Решту його доробку, який є досить великим і високо оціненим знавцями, становлять есеїстичні тексти, літературні рецензії та авторські портрети (зокрема Артюра Рембо, Марселя Пруста, Франсуа Моріака, Поля Валері, Сен-Джона Перса, Жана Жироду, Жюля Ромена та Луї Арагона). Він залишив цікавий щоденник та велику кількість листів, адресованих насамперед Полю Клоделю, Антонену Арто та Алену-Фурньє. Значна частина цих текстів була зібрана його вдовою або опублікована після його смерті.

## Твори
- Études, Paris, Éditions de la Nouvelle Revue française, (1912), 272 p.
- L'Allemand: Souvenirs et réflexions d'un prisonnier de guerre, Éditions de la Nouvelle Revue française, (1918), 256 p. («Préface pour la réimpression», 1924)
- Aimée, Éditions de la Nouvelle Revue française, (1922), 222 p.
- À la trace de Dieu, avec une préface de Paul Claudel, Éditions de la Nouvelle Revue française, (1925), 347 p.
- De la sincérité avec soi-même, Paris, Les Cahiers de Paris, 1925, 111 p..
- Correspondance de Jacques Rivière et Alain-Fournier (1926-1928)
- Correspondance avec Paul Claudel (1926)
- De la Foi précédé de De la sincérité avec soi-même, Paris, Éditions de la Chronique des Lettres françaises, 1927, 103 p.
- Carnet de guerre — août-septembre 1914, aux Éditions de la Belle Page, (1929), 139 p.
- Pour et contre une Société des Nations, Paris, Cahiers de la Quinzaine, 1930, 63 p.
- Rimbaud, Paris, Simon Kra, (1931), 235 p.
- Moralisme et Littérature, dialogue avec Ramon Fernández, Paris, Corrêa, (1932), 205 p.
- Florence (1935), roman inachevé
- Deux prophéties, in Chroniques de Minuit, Minuit, 1945, p.103-116
- Nouvelles Études, Gallimard, 1947, 321 p.
- Correspondance avec Marcel Proust / 1914—1922, Paris, Plon, 1956, 325 p.
- Carnets 1914—1917 (1977)
- La peinture, le cœur et l'esprit. Correspondance inédite (1907-1924). André Lhote, Alain-Fournier, Jacques Rivière, Bordeaux, William Blake & Co, texte établi et présenté par Alain Rivière, Jean-Georges Morgenthaler et Françoise Garcia, 1986.
- Correspondance avec Gaston Gallimard, Paris, Gallimard, 1994, 265 p.
- Russie, préface de Raphaël Aubert, Vevey, Éditions de l'Aire, 1995, 52 p.
- Etudes (1909—1924, Paris, Gallimard, 1999, 633 p.
- Le Roman d'aventure, Paris, Éditions des Syrtes, 2000, 128 p.
- Correspondance 1912—1925 avec Aline Mayrisch, édition établie et annotée par Pierre Masson et Cornel Meder, Centre d'Études gidiennes, 2007, 194 p.